# Shingetsu (álbum)
Shingetsu  en algunas ediciones también titulado como New Moon es el primer álbum de estudio y álbum debut de la banda japonesa vanguardista de rock: Shingetsu. Lanzado en 1979.
El álbum fue lanzado por la discográfica japonesa Zen Records que es una filial de la conocida Victor Entertainment, pero que ha tenido varias reediciones de muchas otras discográficas japonesas, la última conocida es la del 2016 lanzado por la igual discográfica japonesa: Belle Antique.
A pesar de que el álbum nunca fue de éxito comercial, se le considera uno de los álbumes exponentes de la escena del rock progresivo en Japón, y que en la actualidad es considerado como material de culto. Es un álbum que se le considera una rareza y que muchos seguidores de culto buscan su adquisición, aunque muchos de sus seguidores han mencionado que el álbum es de mucha demanda conseguirlo, es decir, que es difícil conseguir el álbum en formato físico.
La portada del álbum es caracterizada por su originalidad, debido a que tiene el logotipo del grupo en su periodo inicial y teniendo una clonación de una mujer de cabello rubio con un vestido y bata.

## Sonido
El sonido del álbum se predomina rock progresivo, rock sinfónico, y también progresivo sinfónico, una de las características del álbum es que tiene composiciones artísticas, y el uso frecuente del sintetizador es una característica del álbum en su sonido, igual contando con elementos del folk rock y del rock acústico en sus composiciones.

## Lista de canciones
Todas las canciones escritas y compuestas por Shingetsu. 
| Shingetsu |                                                   |          |  |
| N.º       | Título                                            | Duración |  |
| 1.        | «Oni (鬼)»                                        | 09:32    |  |
| 2.        | «The Other Side of Morning (朝の向こう側)»        | 04:12    |  |
| 3.        | «Influential Street (発熱の街角)»                 | 04:25    |  |
| 4.        | «Afternoon ~ After the Rain (雨上がりの昼下がり)» | 04:08    |  |
| 5.        | «Fragments of the Dawn (白唇)»                    | 07:06    |  |
| 6.        | «Freeze (魔笛"冷凍")»                             | 03:04    |  |
| 7.        | «Night Collector (科学の夜)»                      | 05:04    |  |
| 8.        | «Return of the Night (せめて今宵は)»              | 05:36    |  |
| 43:01     |                                                   |          |  |

En algunas ediciones del álbum, el sencillo "Freeze" también tiene de nombre "Magic Flute (Reitou)" y igual el sencillo "Night Collector" en algunas ediciones igual se titula "The Night Collector".
El sencillo "Oni" es una referencia a un folclore tradicional japonés.

## Personal
Toda la música y letras fueron compuestas por todos los miembros en el primer periodo del grupo y durante su formación original en la realización del álbum.
- Makoto Kitayama - vocal
- Haruhiko Tsuda - guitarra
- Shizuo Suzuki - bajo
- Akira Hanamoto - teclados
- Takashi Kokubo - sintetizador, programación
- Naoya Takahashi - batería

### Personal adicional
- Hiroshi Morimura - saxofón (músico de sesión), dirección musical
- Masakazu Sakomizu - teclados (músico de sesión)
- Yutaka Sasaki - diseño de la portada del álbum
- Minoru Kunioka - producción
- Shuji Shiotsugu - producción adicional
- Makoto Hasegawa - productor ejecutivo
- Masahiro Miyazawa - ingeniero de sonido
- Antonio Takagi - operación de cintas
- Takashi Ichimura - asistente de ingeniería
- Shizuo Nomiyama - ingeniero de cortes
- Yutaka Tohyama - administración
- Noboru Matsuzuka - dirección de arte

Más personal adicional en la realización del álbum:
- Sabu Ishii